# Census Area di Prince of Wales-Hyder
La Census Area di Prince of Wales-Hyder, in inglese Prince of Wales-Hyder Census Area, è una census area dello stato dell'Alaska, negli Stati Uniti, parte dell'Unorganized Borough. La popolazione al censimento del 2010 era di 5 559 abitanti.
Precedentemente nota come Census Area di Prince of Wales-Outer Ketchikan, assume l'attuale nome nel 2008, dopo l'ampliamento del Borough di Ketchikan Gateway.

## Geografia fisica
La census area si trova nella parte sud-orientale dello stato. Lo United States Census Bureau certifica che la sua estensione è di 32.909 km², di cui 13.716 km² coperti da acque interne.

### Suddivisioni confinanti
- Borough di Petersburg - nord
- Borough di Ketchikan Gateway - est/ovest
- Distretto Regionale di Kitimat-Stikine, Columbia Britannica - est
- Distretto Regionale di Skeena-Queen Charlotte, Columbia Britannica - sud

## Centri abitati
Nella Census Area di Prince of Wales-Hyder vi sono 6 comuni (city) e 8 census-designated place.

### Comuni
- Coffman Cove
- Craig
- Hydaburg
- Kasaan
- Klawock
- Thorne Bay

### Census-designated place
- Edna Bay
- Hollis
- Hyder
- Metlakatla
- Meyers Chuck
- Naukati Bay
- Point Baker
- Port Protection
- Whale Pass